# Marina Akobia
Marina Akobia   (Volgograd, 12 de gener de 1975) és una jugadora de waterpolo russa que va competir durant les dècades de 1990 i 2000.
El 2000 va prendre part en els Jocs Olímpics de Sydney, on guanyà la medalla de bronze en la competició de waterpolo. En el seu palmarès també destaquen quatre medalles al Campionat d'Europa de waterpolo, de plata el 1993 i 1997 i de bronze el 1999 i 2001. També guanyà una medalla de plata a la Copa del Món de waterpolo de 1997.
A nivell de clubs el 1996 i 1998 guanyà la Copa d'Europa de waterpolo com a membre de l' equip SKIF Moscou.